# Four à chaux de la Société
Le four à chaux de la Société est un ancien ensemble industriel de four à chaux situé à Montmartin-sur-Mer, dans le département de la Manche, en région Normandie. Le site est inscrit au titre des monuments historiques depuis 1989.

## Localisation
Le four est situé au lieudit les Courtils.

## Historique
Le four à chaux est construit au XIXe siècle et a cessé toute activité vers 1920.
Un arrêté du 22 mai 1989 inscrit le four au titre des monuments historiques.